# Schadowstraße 47
Das Geschäftshaus Schadowstraße 47 in Düsseldorf wurde von 1903 bis 1904 durch den Architekten Peter Paul Fuchs für den Ingenieur H. Tebay im Jugendstil erbaut. Das Gebäude besteht nicht mehr.

## Beschreibung
Das Gebäude war viergeschossig, wobei die unteren beiden Geschosse mit großen Schaufenstern ausgestattet waren. Diese zeigten bei „modernen Formen“ eine „Eisenkonstruktion zwischen Sandsteinauflagerpfeilern“. Die eiserne Konstruktion schloss mit Kastenträgern ab, die die Last des Obergeschoss-Mauerwerks aufnahmen. Das Obergeschoss-Mauerwerk war verputzt, eingerahmt von Sandsteinabschlüssen. Im obersten Geschoss sprang ein halbrunder hölzerner Erker mit darüber befindlichem Ziergiebel hervor. Eine Schaufenster-Passage führte bis in den Hofraum hinein. Bemerkenswert erschien der Treppenaufgang zum Obergeschoss.

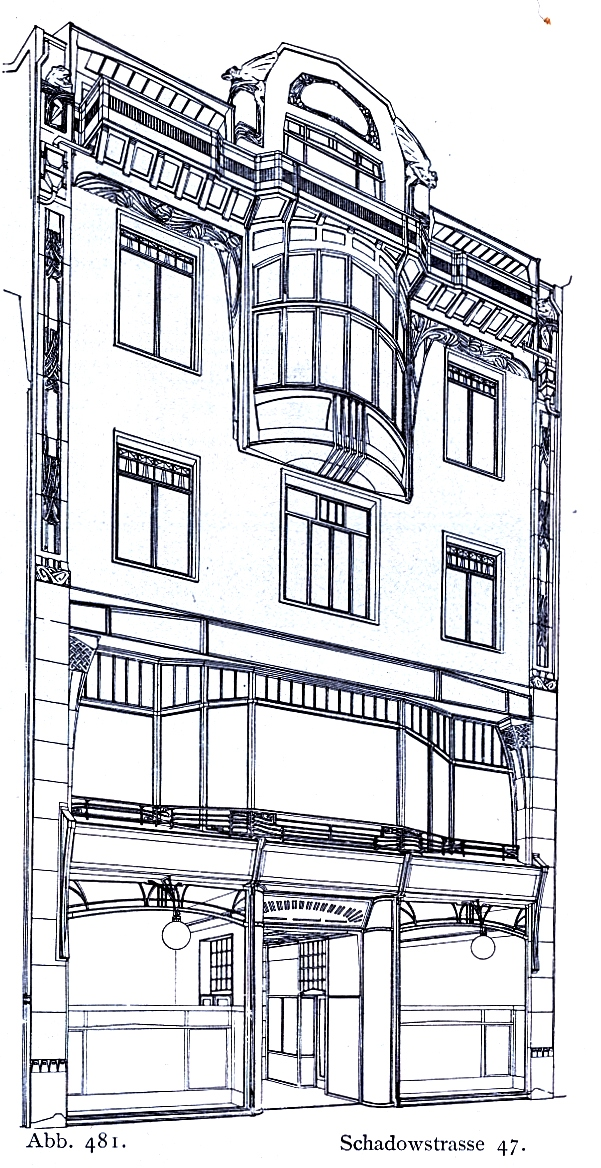
Schrägansicht
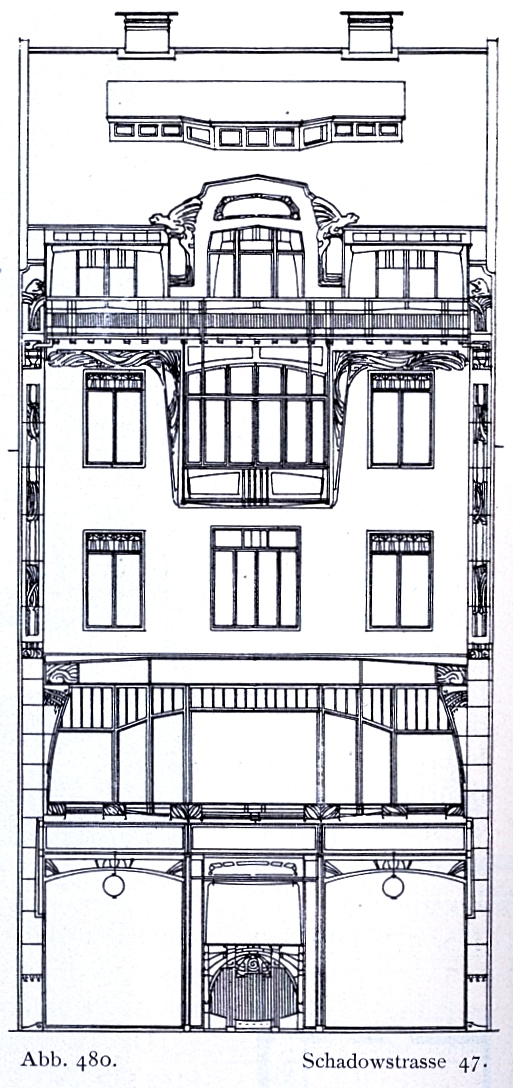
Aufriss
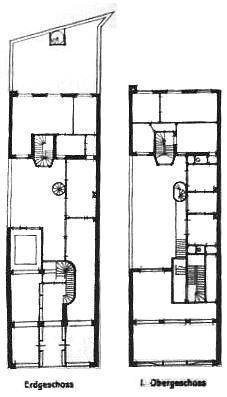
Grundrisse, Erdgeschoss und I. Obergeschoss
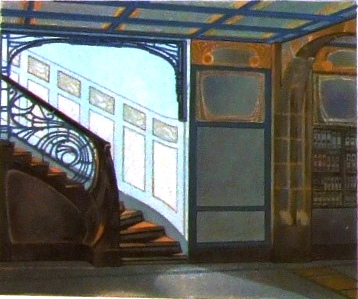
Durchfahrt und Haupttreppe
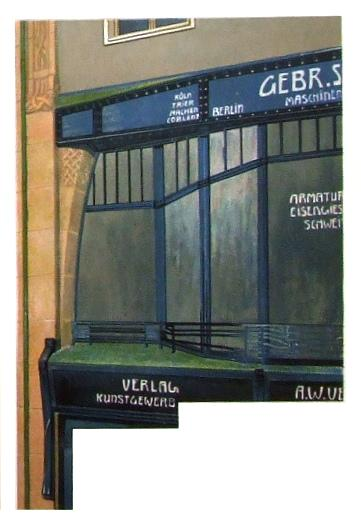
Fassadendetail, Markise mit Ausstell-Anlage in der I. Etage